# Lampazos de Naranjo
Lampazos de Naranjo es una ciudad localizada en el norte del estado de Nuevo León, México.

## Historia
Fundada el 12 de noviembre de 1698 por Fray Diego de Salazar con el nombre de pueblo de San Antonio de la Nueva Tlaxcala y misión de Nuestra Señora de los Dolores de la Punta de Lampazos. Para 1877, su nombre se conoce como Villa de Lampazos. A final como 'Lampazos de Naranjo' para honrar al héroe de la intervención francesa, la Reforma y la Revolución de Ayutla, general Francisco Naranjo. En 1935 su extensión territorial se redujo debido a que se creó el municipio de Anáhuac. El 28 de diciembre de 1977 fue catalogada como ciudad.
Lampazos se ha caracterizado a lo largo de la historia por ser la cuna de hombres ilustres y generales que prestaron servicios principalmente en la época de la Revolución Mexicana.

## Flora
- Lampazos
- Mezquite
- Anacahuita

## Fauna
- Venado cola blanca
- Oso negro
- Conejo

## Próceres Lampacenses
Nemesio García Naranjo
Francisco Naranjo
Pablo González Garza
Santiago Vidaurri
Juan Zuazua
Antonio I. Villarreal
José Alvarado Santos
Cesar Elpidio Canales
Heliodoro T. Perez Treviño
Juan Ignacio Ramón
Graciano Bortoni
Clemente Bortoni

## Economía
Su principal actividad económica es la Ganadería, con ganado vacuno y caprino, también cuenta con un rancho dedicado a la cría de avestruces. 
EL 24 de junio se celebra: la fiesta Patronal de San Juan Bautista, también llamada la Feria del Cabrito.
A un kilómetro de Lampazos, existe un lago natural llamado Ojo de Agua, está rodeado de gigantescos sabinos y cuenta con asadores para que los visitantes disfruten cómodamente del lugar y del paisaje.(Parque Acuático Lampazos). Inaugurado por el ingeniero Samuel Villa Velázquez presidente 2015-2018 con la participación e iniciación del proyecto por parte del Ingeniero José Luis Santos. Actualmente es una de las mejores atracciones en el norte del estado de nuevo león ubicado al norte de Estados Unidos Mexicanos .

## Salud pública
Lampazos cuenta entre otros servicios médicos, con dos clínicas de Unidad Médico Familiar (UMF 47) con atención de medicina general en dos turnos: matutino y vespertino. Ubicadas en la calle de Juan Zuazua S/N y en Juan i Ramón atiende a un promedio de mil ochocientos pacientes por enfermedad general al mes. (INSP)
Cuenta además con un CSRC (centro de salud rural concentrado), perteneciente a la Secretaria de Salud de Nuevo León, el cual presta atención a la población con servicios abiertos de salud, incluyendo IMSS e ISSSTE, así como seguro popular, las 24 horas del día.

## Referencias

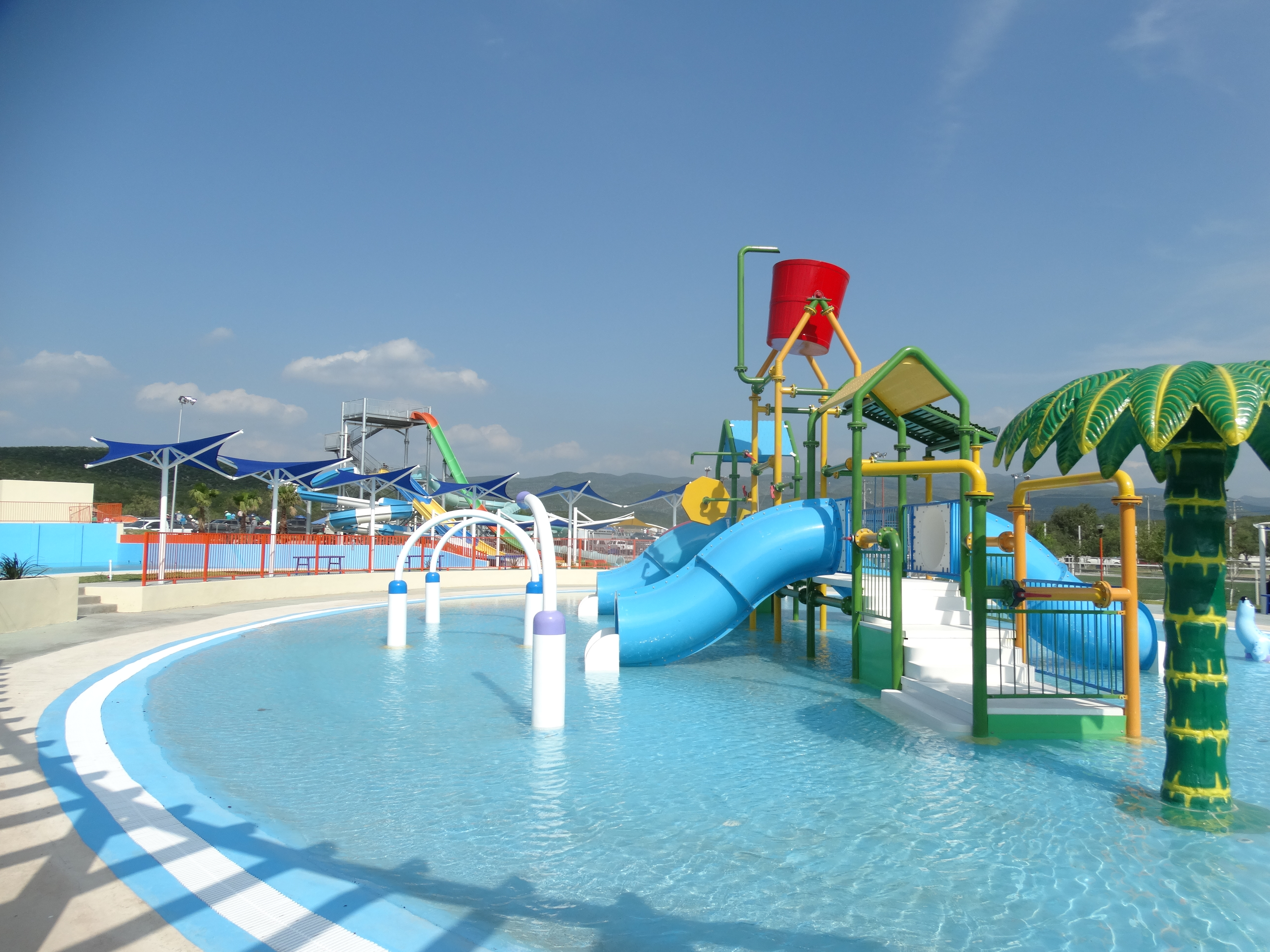
Parque acuático lampazos

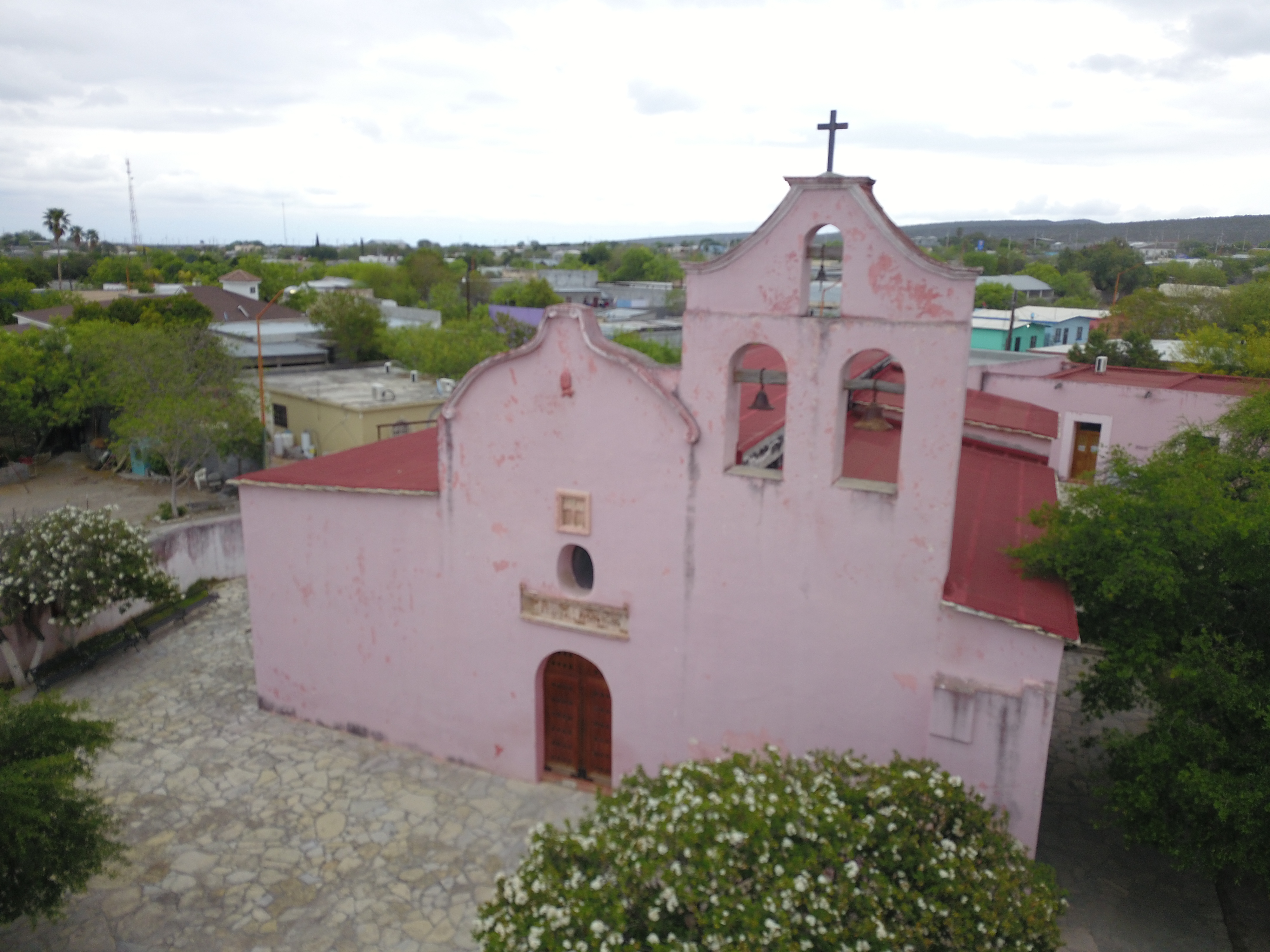
El Museo Lampazos